# ماینلیر کلاس هیدرا
ماینلیر کلاس هیدرا (به انگلیسی: Hydra-class minelayer) یک کلاس از کشتی است که طول آن ۴۹٫۷ متر (۱۶۳ فوت ۱ اینچ) می‌باشد.